# Ocotea sinuata
Ocotea sinuata är en lagerväxtart som först beskrevs av Carl Christian Mez, och fick sitt nu gällande namn av J.G. Rohwer. Ocotea sinuata ingår i släktet Ocotea och familjen lagerväxter. Inga underarter finns listade i Catalogue of Life.